# Wolfgang Thiel (Künstler)

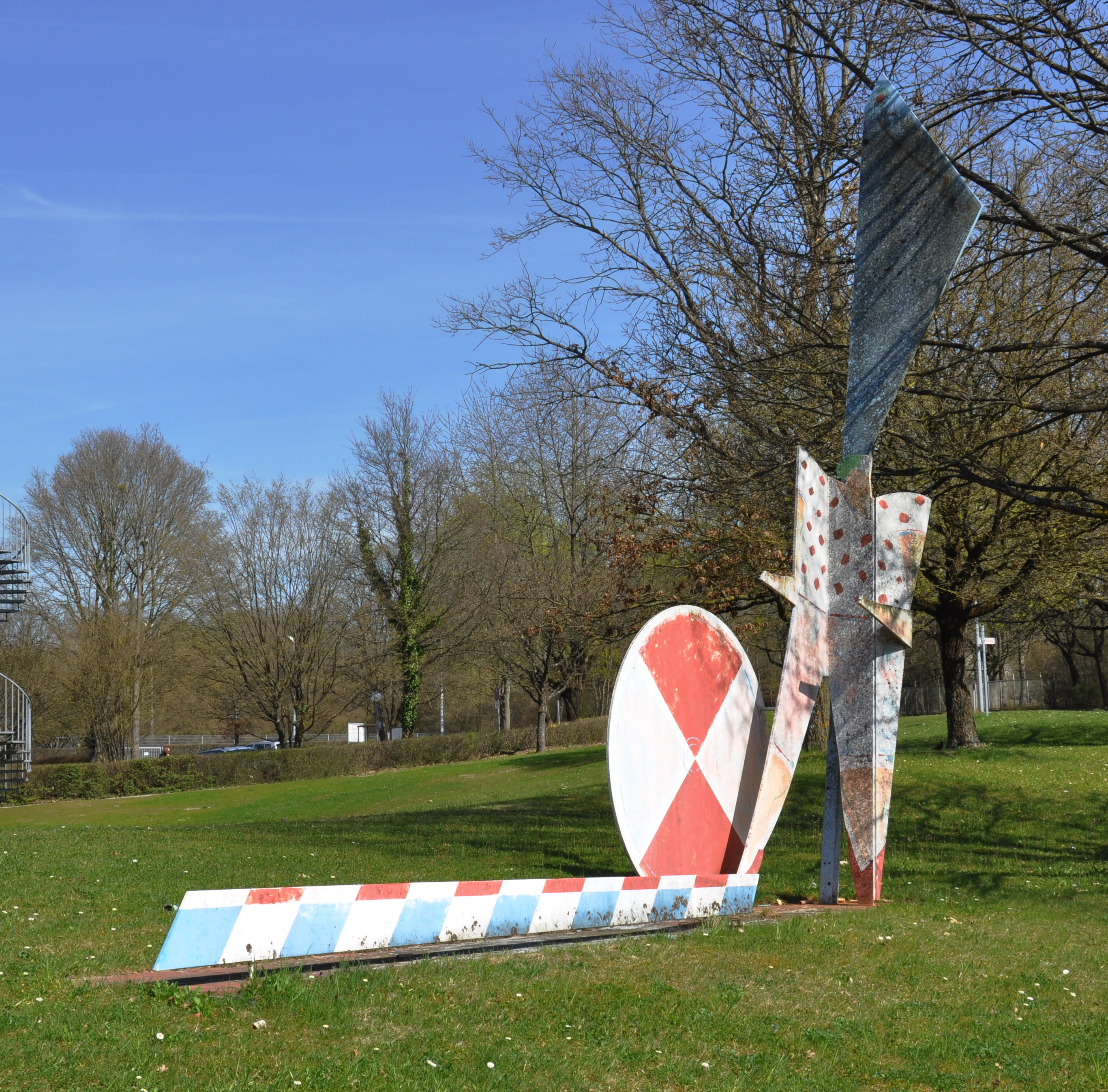
Stahlplastik vor dem Hauptgebäude der Hochschule Ravensburg-Weingarten, 1984

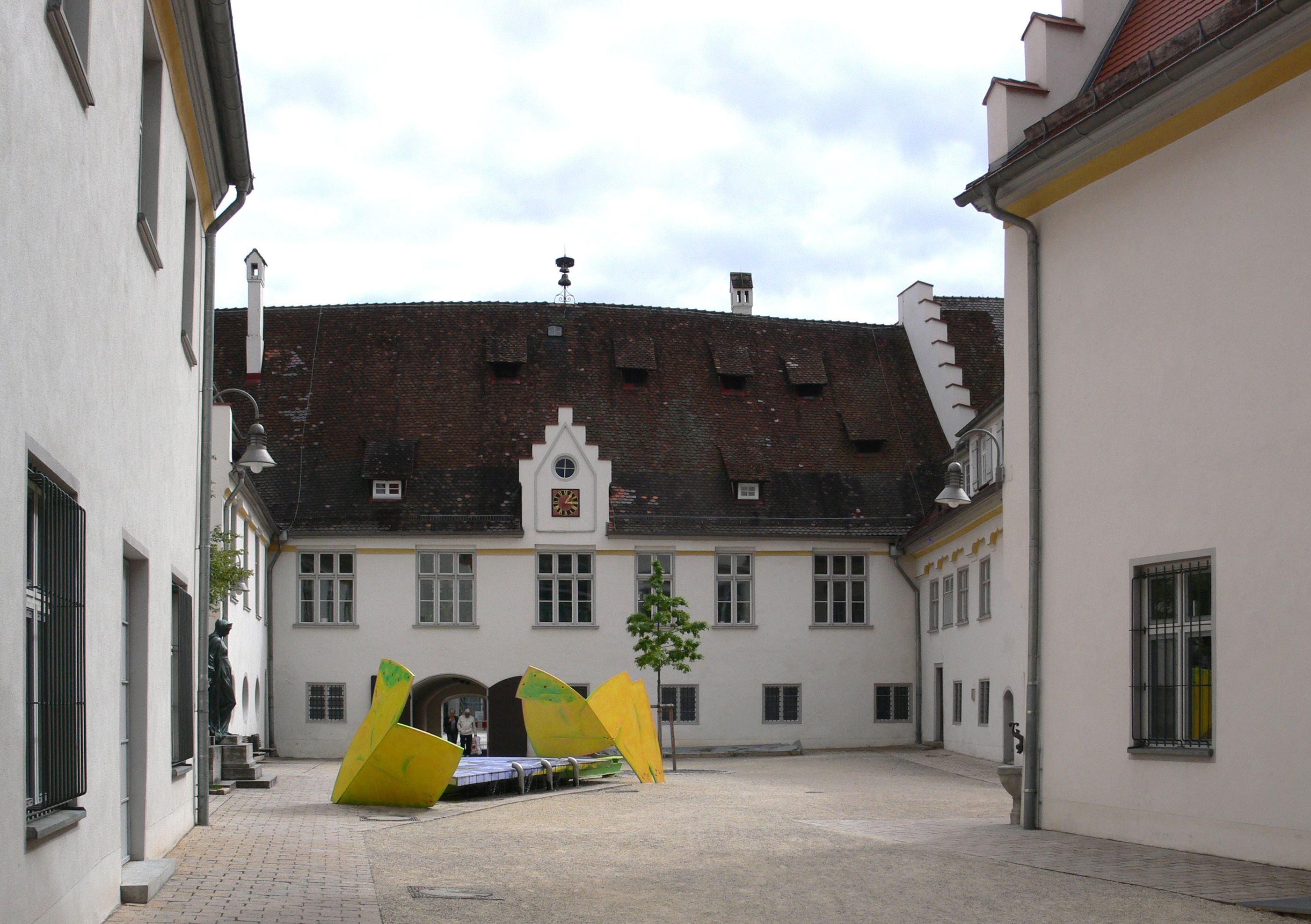
Plastik im Hof des Braith-Mali-Museums Biberach, 1998

Wolfgang Thiel (* 1951 in Zweibrücken) ist ein deutscher, figurativ arbeitender Bildhauer.

## Leben
Thiel besuchte in Meersburg das Gymnasium. 1970 begann er an der Staatlichen Akademie der Bildenden Künste Stuttgart zunächst ein Studium als Bühnenbildner, wechselte jedoch zur Kunsterziehung. Theoretisch befasst sich Thiel seit seinem Studium mit der Farbfassung in der antiken und mittelalterlichen Skulptur.
Nach dem Studium bezog er 1976 ein Gemeinschaftsatelier mit Armin Baur in Stuttgart-Münster. Heute befindet sich sein Atelier im Areal der denkmalgeschützten ehemaligen Mühlsteinfabrik des jetzigen Kulturparks Dettinger in Plochingen.
1985 erhielt Wolfgang Thiel eine Sonderkoje im Württembergischen Kunstverein, 1990 gewann er den Kunstpreis der Stadt Stuttgart (mit Heinz Schanz und Jürgen Brodwolf) in der Galerie der Stadt Stuttgart, heute Kunstmuseum Stuttgart. 1986 bis 1991 hatte er einen Lehrauftrag an der Staatlichen Akademie der Bildenden Künste Stuttgart.
Wolfgang Thiel lebt und arbeitet in Stuttgart und Plochingen. Er ist verheiratet und hat zwei Kinder. Seine Tochter ist Bühnenbildnerin.

## Werk
Thiels Plastik entwickelte sich von der Kleinplastik aus Terrakotta und Gips über großformatige Faltarbeiten aus Stahl hin zu linearen, teilweise monumentalen Werken, die nur noch die Silhouette des figürlichen Motivs erkennen lassen. Seit 1996 arbeitete Thiel verstärkt wieder als Bühnen- und Kostümbildner, unter anderem als Ausstatter der Oper Don Pasquale von Gaetano Donizetti beim Opernfestival in Putbus. Es folgten Ausstattungsarbeiten und Bühnenbilder zu Giovanni Battista Pergolesi und Werken anderer Komponisten.

## Arbeiten im öffentlichen Raum (Auswahl)
- Stahlplastik, Hochschule Ravensburg-Weingarten, Weingarten, 1984
- Lackiertes Stahlblech, Vaihinger Mädchen, Stuttgart-Vaihingen, Campus der Universität, 1986
- Farbige Großkeramiken, Albplatz Stuttgart-Degerloch, 1987
- Bemalte Bronzeplastik, Güglingen, 1996
- Wasserplastik, Stahl/Keramik/Beton, Hof des Braith-Mali-Museums, Biberach  an der Riß, 1998
- Figurativer Eingangsbereich, Kreissparkasse Göppingen, Bahnhofsplatz, 1998
- Große Stahl-/Neonfiguration, Heilbronn, 2003
- Betonplastik, Illerflößer, Verkehrskreisel Aitrach, 2010

## Ausstellungen
- 1990  Galerie der Stadt Stuttgart, Kunstpreis der Landeshauptstadt Stuttgart 1990 mit Jürgen Brodwolf und Heinz Schanz
- 1997 Städtische Museen Heilbronn
- 2005 Städtische Galerie Ostfildern, Mensch du!: Arbeiten von Wolfgang Thiel 1996-2004
- 2007 Wegmarken, Kulturforum Schorndorf. (Beteiligung)[1]